# Райки (Хмільницький район)
Райки́ — село в Україні, у Калинівській міській громаді Хмільницького району Вінницької області. Населення становить 384 особи.

## Історія
Село відоме з ІІ половини 17 століття. Спочатку воно мало назву Ярки. Це була частина землі пана, далекого родича Корятовичів, йому також належали землі на Київщині, Поділлі, теперішнє село Кордишівка (Козятинський район), а також село Ярки. Сам пан жив на Київщині, але з часом переїхав у Кордишівку, а в Ярки на постійне місце проживання направив три сім`ї: Кісерів, Марченків, Ковальчуків. Згодом пан мав велику потребу в грошах, а тому змушений був продати у Києві на торзі цю землю.
Документ на право користування цією землею купив одеський губернатор як дарунок своїй дочці Раїсі. Село дістало другу назву Райки. Покоління панів Бортковських жило в Райках до 1917 року.
В 1899 році була відкрита однокомплектна в складі 3-х класів церковна школа, в якій навчались 50 учнів.
12 червня 2020 року, відповідно до Розпорядження Кабінету Міністрів України № 707-р, «Про визначення адміністративних центрів та затвердження територій територіальних громад Вінницької області», увійшло до складу Калинівської міської громади.
19 липня 2020 року, в результаті адміністративно-територіальної реформи і ліквідації Калинівського району, село увійшло до складу новоутвореного Хмільницького району.